# Miquel Molondro
Miquel Bennàssar Mojer, més conegut com a Molondro, és un exfutbolista mallorquí. Va néixer a Sa Pobla el 19 d'octubre de 1964, i ocupava la posició de porter.

## Trajectòria
Va començar a destacar a diversos equips modestos de Mallorca, com la UE Poblera o el Constància d'Inca, fins que va ser fitxat pel RCD Mallorca. A la campanya 88/89 hi disputa tres partits a Segona Divisió, l'any que culmina amb l'ascens del conjunt.
Al Mallorca és suplent, a l'ombra de Zaki Badou. No debuta a primera divisió fins a la temporada 91/92. Eixa temporada hi disputa cinc partits, un any en el qual el Mallorca és cuer i empra fins a cinc porters. Sense continuïtat al club palmesà, hi retorna al Poblense, on penjara les botes després de sis temporades.
El novembre del 2008 esdevé president de la UE Poblera.